# Gutkowice
Gutkowice [pronunciación en polaco: /ɡutkɔˈvit͡sɛ/] es un pueblo ubicado en el distrito administrativo de Gmina Żelechlinek, dentro del condado de Tomaszów Mazowiecki, Voivodato de Łódź, en el centro de Polonia. Se encuentra a unos a 6 kilómetros al norte de Żelechlinek, a 28 kilómetros al norte de Tomaszów Mazowiecki, y a 40 kilómetros al este de la capital regional Łódź.